# Sjeverni Saskatchewan
Sjeverni Saskatchewan (engleski: North Saskatchewan River) je rijeka u Kanadi duga 1 287 km, koja zajedno sa Rijekom Južni Saskatchewan formira  Rijeku Saskatchewan. 

## Zemljopisne karakteristike
Sjeverni Saskatchewan izvire ispod Ledenjaka Saskatchewan u kanadskim Stjenovitim planinama u provinciji Alberta. Nakon izvora rijeka teče isprva prema sjeveroistoku da bi nakon što prođe grad Edmonton skrenula prema jugoistoku. 
Ispod grada North Battleford ponovno skreće prema sjeveroistoku do spoja sa Južnim Saskatchewanom nešto niže od grada Prince Albert u Saskatchewanu.
Sjeverni Saskatchewan ima porječje veliko oko 122 800 km², koje se proteže preko dvije kanadske provincije Alberta i Saskatchewan.
Saskatchewan na jeziku indijanaca Cree, znači Brza rijeka 

## Vanjske poveznice
- North Saskatchewan Watershed Alliance (engl.)